# Paramekodon poulseni
Paramekodon poulseni är en kräftdjursart som beskrevs av Louis S. Kornicker 1968. Paramekodon poulseni ingår i släktet Paramekodon och familjen Philomedidae. Inga underarter finns listade i Catalogue of Life.